# ديف هايز
ديف هايز (بالإنجليزية: Dave Hayes) هو سياسي أمريكي، ولد في 30 أغسطس 1966. حزبياً، نشط في الحزب الجمهوري. وقد انتخب عضو مجلس نواب واشنطن.